# 윌리엄 디터리
윌리엄 디터리(William Dieterle, 1893년 7월 15일 ~ 1972년 12월 9일)는 독일의 영화 감독, 배우, 영화배우, 연극배우, 영화 프로듀서, 각본가이다.

## 영화
- 오마르 하이얌 (1957년)
- 거상의 길 (1954년)
- 살로메 (1953년)
- 북경 익스프레스 (1951년)
- 다크 시티 (1950년)
- 여수 (1950년)
- 로프 오브 샌드 (1949년)
- 제니의 초상 (1948년)
- 디스 러브 오브 아워스 (1945년)
- 러브 레터 (1945년)
- 아윌 비 씨 유 (1944년)
- 키스밋(영어판) (1944년)
- 악마와 다니엘 웹스터 (1941년)
- 유아레즈 (1939년)
- 노틀담의 꼽추 (1939년)
- 봉쇄 명령 (1938년)
- 더 그레이트 오맬리 (1937년)
- 왕자와 거지 (1937년)
- 에밀 졸라의 생애 (1937년)
- 과학자의 길 (1936년)
- 한여름 밤의 꿈 (1935년)
- 패션스 오브 1934 (1934년)
- 쥬얼 라버리 (1932년)
- 허 매제스티, 러브 (1931년)
- 루드비히 II 오브 바바리아 (1930년)
- 파우스트 (1926년)
- 쓰리 왁스 맨 (1924년)